# Иономер
Иономер — полимер, содержащий как неионные повторяющиеся группы, так и небольшое количество групп, в состав которых входят ионы, ковалентно соединенных с полимерной основой в виде фрагментов пендантных групп. Обычно ионизировано от 10 до 15 % групп. Ионизированные частицы часто относятся к карбоновым кислотам.
Классификация полимера как иономера зависит от уровня замещения ионных групп, а также от того, как ионные группы включаются в структуру полимера. Например, полиэлектролиты также имеют ионные группы, ковалентно связанные с полимерной основой, но при этом имеют гораздо более высокий уровень молярного замещения ионных групп (обычно более 80 %); ионены являются полимерами, у которых ионные группы являются частью фактической полимерной основы. Эти два класса ионосодержащих полимеров имеют очень отличающиеся морфологические и физические свойства и поэтому не считаются иономерами.
Иономеры имеют уникальные физические свойства, включая электрическую проводимость и вязкость — увеличение вязкости раствора иономера с повышением температуры (см. электропроводящие полимеры). Иономеры также имеют уникальные морфологические свойства — так, неполярная полимерная основа энергетически несовместима с полярными ионными группами. В результате ионные группы в большинстве иономеров будут подвергаться микрофазной сепарации для формирования богатых ионами доменов.
Коммерческое применение иономеров включает, например, частично проницаемые мембраны, уплотнительную ленту и термопластичные эластомеры. В качестве примера иономеров можно привести сульфонаты полистирола, Нафион.

## Синтез
Обычно синтез иономера состоит из двух этапов – введения кислотных групп в полимерное основание и нейтрализацию некоторых кислотных групп катионами металла. В очень редких случаях введенные группы нейтрализуют катионами металла предварительно. Первый шаг (введение кислотных групп) может быть осуществлён двумя способами; нейтральный неионный мономер может быть кополимеризирован мономером, который содержит пендантные кислотные группы или кислотные группы, которые могут быть добавлены в неионный полимер в процессе постреакционных изменений. Например, этилен-метакриловая кислота и сульфонированные перфторуглероды (Нафион) синтезируются путем сополимеризации, в то время как сульфонат полистирола синтезируется с помощью изменений после реакции.

## Сурлин
Сурлин (англ - Surlyn)  является фирменным наименованием иономерной смолы, созданной DuPont. Это сополимер этилена и метакриловой кислоты, используемый в качестве покрытия и упаковочного материала. DuPont нейтрализует кислоту с помощью NaOH, внося соль натрия. Кристаллы иономеров этилен-метакриновой кислоты демонстрируют двойное плавление. 

## Применение
За счет внедрения ионов металла в полимерную матрицу увеличивается прочность и прочность иономерной системы. Продукция, где иономеры были использованы для повышения прочности общей системы включает покрытия, клеи, ударопрочные изделия, и термопластик. Одним из самых известных примеров является использование Сурлина во внешнем слое мячей для гольфа. Иономерное покрытие улучшает прочность, аэродинамику и долговечность мячей для гольфа, увеличивая срок их службы. Иономеры также могут быть смешаны с смолами, чтобы увеличить  прочность, не уменьшая общую липкость смолы, создавая чувствительные к давлению клеи для различных применений, включая клей на основе воды или растворителя.